# Denzel Dejournette
Denzel Dejournette (Winston-Salem, ...) è un wrestler statunitense.
Ha combattuto in WWE dal 2018 al 2021 nel roster di NXT, facendo qualche apparizione come jobber nel roster principale.

## Carriera

### WWE (2018–2021)

#### Apparizioni nel main roster (2018–2020)
Dejournette firmò con la WWE nel 2018, venendo mandato al Performance Center per allenarsi. La sua prima apparizione con il suo vero nome fu nella puntata di Raw del 6 aprile 2020 dove venne sconfitto da Seth Rollins. Da quel momento, per tutto il resto dell'anno, Dejournette venne impiegato come jobber per lo più nel main roster, ma venendo assegnato indirettamente al territorio di sviluppo di NXT. Nella puntata di SmackDown del 17 aprile Dejournette venne sconfitto da Sheamus. Nella puntata di Raw del 27 aprile Dejournette venne sconfitto da Bobby Lashley.

#### NXT(2020–2021)
Nella puntata di NXT del 27 maggio 2020 Dejournette venne sconfitto in pochi secondi da Cameron Grimes. Nella puntata di NXT del 15 luglio Dejournette venne sconfitto da Timothy Thatcher. Nella puntata di NXT del 17 settembre Dejournette ha cambiato ringname in Desmond Troy e venne sconfitto da Tommaso Ciampa. Nella puntata di NXT del 16 dicembre Troy è stato sconfitto da Karrion Kross. Successivamente, Troy venne annunciato come partecipante al Dusty Rhodes Tag Team Classic in coppia con Ashante "Thee" Adonis, ma nella puntata di NXT del 20 gennaio 2021, dopo che Adonis è stato sconfitto da Karrion Kross, Troy venne brutalmente attaccato da Kross, venendo impossibilitato a partecipare al torneo. Nella puntata di 205 Live del 2 luglio Troy venne sconfitto da Joe Gacy nel primo turno dell'NXT Breakout Tournament.
Il 6 agosto Troy venne rilasciato dalla WWE.

### Evolve (2020)
Data la collaborazione tra la WWE e la Evolve, Dejournette è apparso anche in tale federazione, in particolare il 17 gennaio 2020 a EVOLVE 143 dov'è stato sconfitto da Adrian Alanis. La sera dopo, a EVOLVE 144, Dejournette ha sconfitto Joe Gacy.

## Personaggio

### Musiche d'ingresso
- They Don't Want None dei CFO$ (WWE; 2018–2021)